# 10301 Kataoka
A 10301 Kataoka (ideiglenes jelöléssel 1989 FH) a Naprendszer kisbolygóövében található aszteroida. K. Endate és Vatanabe Kazuró fedezte fel 1989. március 30-án.